# Jagiellonia Białystok w sezonie 1926
Wojskowy Klub Sportowy 42 Pułku Piechoty w Białymstoku (protoplasta Jagiellonii Białystok) przystąpił do rozgrywek Klasy A Wileńskiego Okręgu Piłki Nożnej..

## II poziom rozgrywek piłkarskich
Wileńska klasa A wzbogacona drużynami z Białegostoku i Grodna zakończyła swoje rozgrywki w dość spektakularny sposób. Mianowicie po zakończonym sezonie przy "zielonym" stoliku zmieniono wyniki poszczególnych meczów przyznając walkowery w rezultacie czego z ligi miała spaść Wilja Wilno. Wobec całego incydentu WKS 42 PP Białystok zdecydowała się opuścić Wileński OZPN i w przyszłym roku zgłosić do Warszawskiego OZPN.

## Końcowa Tabela – Klasa A (Okręg Wileński)
| Lp. | Drużyna                | M  | Z | R | P | Bramki | Bramki | Różn. | Pkt. | Uwagi      |
| --- | ---------------------- | -- | - | - | - | ------ | ------ | ----- | ---- | ---------- |
| 1   | WKS 1PP Wilno          | 10 |   |   |   |        |        |       | 14   | Elim.do MP |
| 2   | Wilja Wilno            | 10 |   |   |   |        |        |       | 13   |            |
| 3   | WKS Pogoń Wilno        | 10 |   |   |   |        |        |       | 11   |            |
| 4   | WKS 42PP Białystok (b) | 10 |   |   |   |        |        |       | 10   |            |
| 5   | Cresovia Grodno (b)    | 10 |   |   |   |        |        |       | 6    |            |
| 6   | Makabi Wilno (b)       | 10 |   |   |   |        |        |       | 5    |            |

- Po sezonie Wileński Okręgowy Związek Piłki Nożnej dokonał zmian i korekt wyników, poniżej końcowa tabela.

| Lp. | Drużyna                | M  | Z | R | P | Bramki | Bramki | Różn. | Pkt. | Uwagi      |
| --- | ---------------------- | -- | - | - | - | ------ | ------ | ----- | ---- | ---------- |
| 1   | WKS 1PP Wilno          | 10 |   |   |   |        |        |       | 13   | Elim.do MP |
| 2   | WKS Pogoń Wilno        | 10 |   |   |   |        |        |       | 12   |            |
| 3   | WKS 42PP Białystok (b) | 10 |   |   |   |        |        |       | 10   |            |
| 4   | Makabi Wilno (b)       | 10 |   |   |   |        |        |       | 10   |            |
| 5   | Cresovia Grodno (b)    | 10 |   |   |   |        |        |       | 9    |            |
| 6   | Wilja Wilno            | 10 |   |   |   |        |        |       | 6    |            |

## Mecze
| Mecze i wyniki | Mecze i wyniki       | Mecze i wyniki    | Mecze i wyniki | Mecze i wyniki | Mecze i wyniki  | Mecze i wyniki | Mecze i wyniki  | Pozycja w lidze | Pozycja w lidze | Pozycja w lidze |
| Lp. | Data                 | Rozgrywki         | F.             | D/W            | Przeciwnik      | Wynik          | Strzelcy bramek | M.              | P.              | B.              |
| --- | -------------------- | ----------------- | -------------- | -------------- | --------------- | -------------- | --------------- | --------------- | --------------- | --------------- |
| {\displaystyle 1_{\ 5}^{\ }} | ?.?.1926 Białystok   | Klasa A - 1 kol.  | -              | D              | WKS 1PP Wilno   | b.d.           |                 |                 |                 |                 |
| {\displaystyle 2_{\ 6}^{\ }} | ?.?.1926 Grodno      | Klasa A - 2 kol.  | -              | W              | Cresovia Grodno | b.d.           |                 |                 |                 |                 |
| {\displaystyle 3_{\ 7}^{\ }} | 11.04.1926 Białystok | Klasa A - 3 kol.  | -              | D              | Wilja Wilno     | 2:0*           |                 |                 |                 |                 |
| {\displaystyle 4_{\ 8}^{\ }} | ?.?.1926 Wilno       | Klasa A - 4 kol.  | -              | W              | Makabi Wilno    | b.d.           |                 |                 |                 |                 |
| {\displaystyle 5_{\ 9}^{\ }} | 18.04.1926 Białystok | Klasa A - 5 kol.  | -              | D              | WKS Pogoń Wilno | 3:2            |                 |                 |                 |                 |
| {\displaystyle 6_{\ 10}^{\ }} | 7.06.1926 Wilno      | Klasa A - 6 kol.  | -              | W              | WKS 1PP Wilno   | 4:1            |                 |                 |                 |                 |
| {\displaystyle 7_{\ 11}^{\ }} | 4.07.1926 Białystok  | Klasa A - 7 kol.  | -              | D              | Cresovia Grodno | 4:1.           |                 |                 |                 |                 |
| {\displaystyle 8_{\ 12}^{\ }} | ?.?.1926 Wilno       | Klasa A - 8 kol.  | -              | W              | Wilja Wilno     | b.d.           |                 |                 |                 |                 |
| {\displaystyle 9_{\ 13}^{\ }} | ?.?.1926 Białystok   | Klasa A - 9 kol.  | -              | D              | Makabi Wilno    | b.d.           |                 |                 |                 |                 |
| {\displaystyle 10_{\ 14}^{\ }} | ?.?.1926 Wilno       | Klasa A - 10 kol. | -              | W              | WKS Pogoń Wilno | b.d.           |                 |                 |                 |                 |
| {\displaystyle 1_{\ 3}^{\ 2}} - (1) Liczba meczów w sezonie, (2) wszystkie mecze na najwyższym poziomie rozgrywkowym, (3) wszystkie mecze w rozgrywkach ligowych (bez baraży) - rozgrywki ligowe, - rozgrywki pucharu polski, - rozgrywki pucharu ligi, - rozgrywki ligi europejskiej, - mecze barażowe lub eliminacyjne, - inne. |                      |                   |                |                |                 |                |                 |                 |                 |                 |

- 9 i 10 kwietnia odbyły się mecze z Wilją, sobotni wygrała Wilja 3:1, a niedzielny przegrała 2:0.